# Fabian Gramling

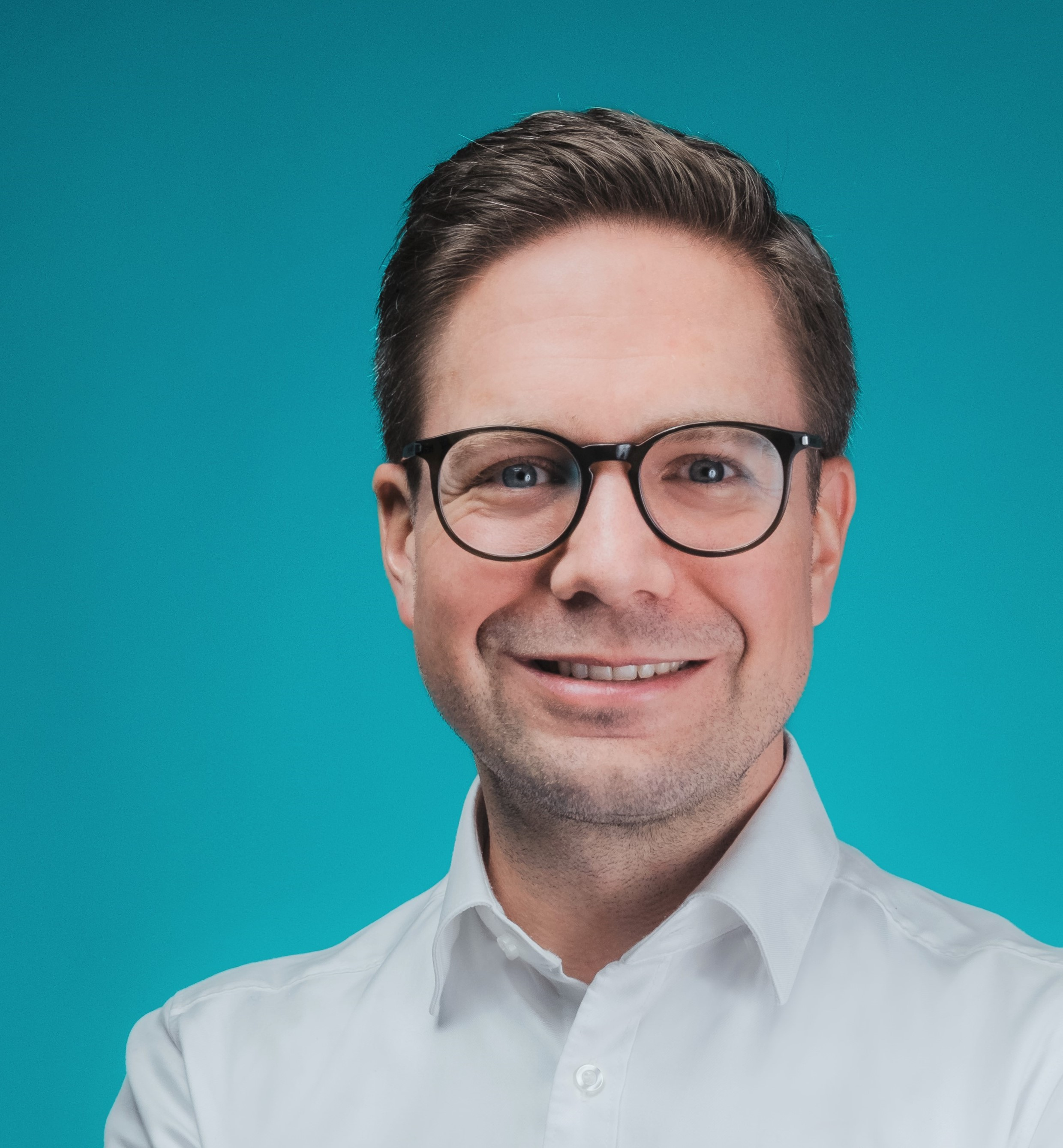
Fabian Gramling (2024)

Fabian Benedikt Meinrad Gramling (* 5. April 1987 in Stuttgart) ist ein deutscher Politiker (CDU) und seit 2021 Mitglied des Deutschen Bundestages. Zuvor war er von 2016 bis 2021 Mitglied des Landtags von Baden-Württemberg.

## Ausbildung und Beruf
Nach der Mittleren Reife an der Maximilian-Lutz-Realschule in Besigheim absolvierte Fabian Gramling von 2004 bis 2007 eine Ausbildung zum Bankkaufmann bei der Kreissparkasse Ludwigsburg. Nach der abgeschlossenen Berufsausbildung arbeitete er ein halbes Jahr in der Kundenberatung, bevor er über den zweiten Bildungsweg an der Wirtschaftsoberschule in Stuttgart von 2007 bis 2009 die allgemeine Hochschulreife erlangte. An der Dualen Hochschule Baden-Württemberg in Stuttgart studierte Gramling von 2009 bis 2012 Betriebswirtschaftslehre mit dem Schwerpunkt Accounting und Controlling in Kooperation mit der Wirtschaftsprüfungsgesellschaft PricewaterhouseCoopers AG. Mit Abschluss des Bachelorstudiums begann er als Prüfungsleiter in der Wirtschaftsprüfung bei PricewaterhouseCoopers zu arbeiten. Nebenberuflich studierte Gramling von 2012 bis 2015 an der Hochschule Pforzheim und erlangte dort den Master of Arts mit Schwerpunkt Steuerlehre, Bilanzierung und Wirtschaftsrecht. Während seiner Tätigkeit in der Wirtschaftsprüfung war Gramling an der Dualen Hochschule Baden-Württemberg am Standort Stuttgart Dozent im Fach Gewerbesteuer.

## Politische Tätigkeit

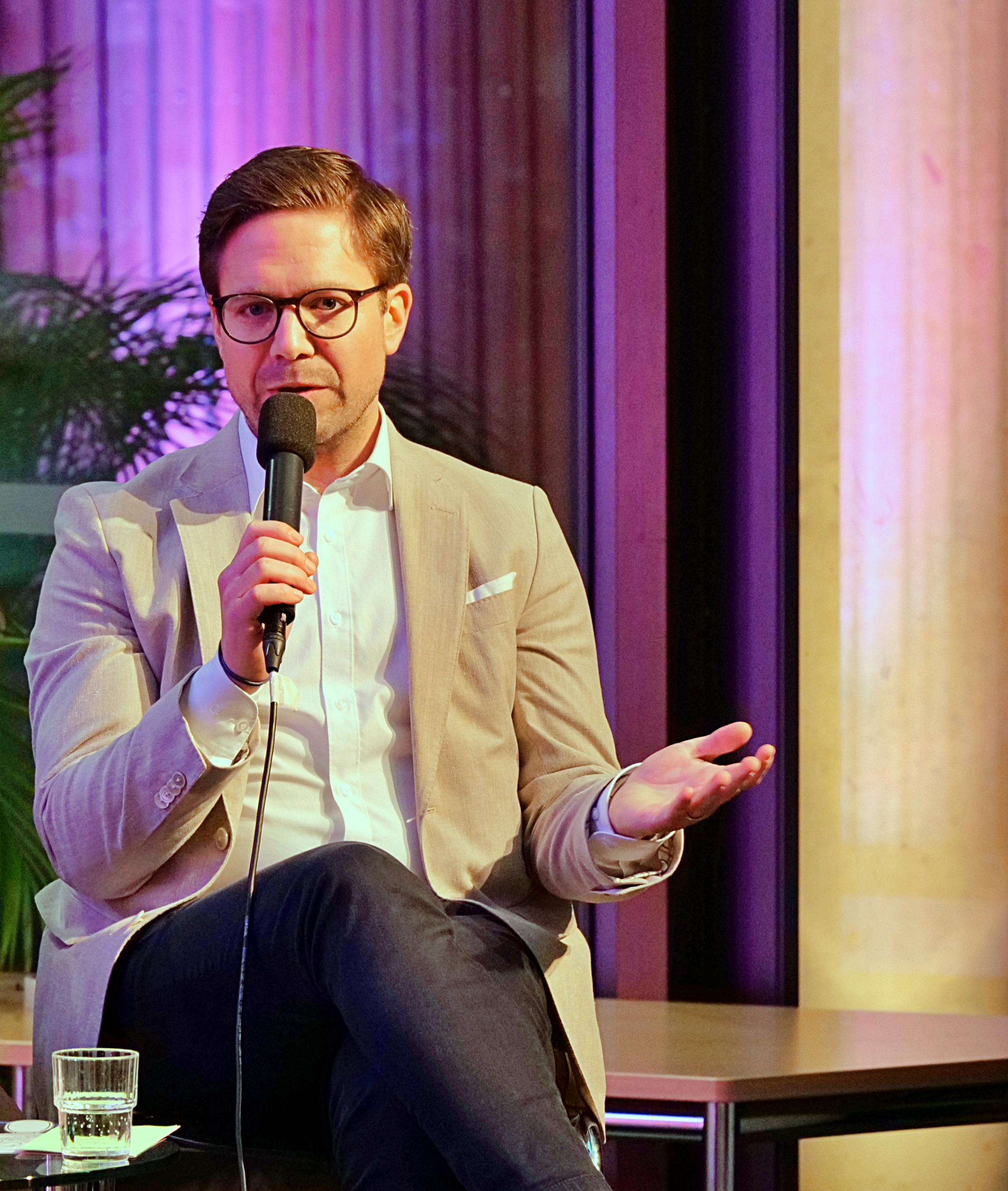
Fabian Gramling im Vorfeld der Bundestagswahl 2025

### Landtag von Baden-Württemberg
Bei der Landtagswahl 2016 erlangte Fabian Gramling für die CDU im Landtagswahlkreis Bietigheim-Bissingen 25,7 % der Stimmen und zog über das Zweitmandat in den Landtag von Baden-Württemberg ein. Er war arbeitsmarktpolitischer Sprecher der CDU-Landtagsfraktion und vertrat die Fraktion in den Ausschüssen Wirtschaft, Arbeit und Wohnungsbau sowie Europa und Internationales. Er war Mitglied im Verwaltungsrat der Württembergischen Staatstheater Stuttgart, im Aufsichtsrat der Leichtbau BW GmbH und im Kuratorium der Staatlichen Toto-Lotto GmbH Baden-Württemberg. Fabian Gramling gehörte der 16. Bundesversammlung zur Wahl des Bundespräsidenten als durch den baden-württembergischen Landtag entsandter Delegierter an.
Auf dem 71. Landesparteitag der CDU Baden-Württemberg am 9. September 2017 wurde er in den Landesvorstand seiner Partei gewählt. Dort ist er Vorsitzender der Kommission Digitalisierung, Innovation und Start-Ups. Fabian Gramling ist Vorsitzender der CDU Region Stuttgart und gehört seit 2013 dem Kreisvorstand der CDU im Landkreis Ludwigsburg an. Zudem war er von 2011 bis 2017 Mitglied im Landesvorstand und ab 2015 stellvertretender Landesvorsitzender der Jungen Union Baden-Württemberg, sowie Vorsitzender der Kommission für Digitalisierung, Innovation und Start-Ups. Von 2011 bis 2012 war er Kreisvorsitzender der Jungen Union im Kreis Ludwigsburg.

### Deutscher Bundestag
Nachdem der bisherige Direktkandidat Eberhard Gienger zur Bundestagswahl 2021 nicht mehr antrat, wurde Gramling von seiner Partei als Kandidat für den Bundestagswahlkreis Neckar-Zaber nominiert. Fabian Gramling gewann das Direktmandat mit 30,4 Prozent der Erststimmen. Für die CDU/CSU-Bundestagsfraktion war er ordentliches Mitglied im Ausschuss für Klimaschutz und Energie sowie stellvertretendes Ausschussmitglied im Wirtschafts- und Umweltausschuss.
Für die Bundestagswahl 2025 wurde Fabian Gramling erneut als Kandidat der CDU für den Bundestagswahlkreis Neckar-Zaber nominiert. Fabian Gramling gewann den Wahlkreis mit 39,3 Prozent der Erststimmen und zog erneut in den Deutschen Bundestag ein. Die Wahlbeteiligung im Wahlkreis Neckar-Zaber lag bei 85,7 Prozent. Im 21. Deutschen Bundestag ist Fabian Gramling Ordentliches Mitglied im Ausschuss für Wirtschaft und Energie sowie im Ausschuss für Forschung, Technologie, Raumfahrt und Technikfolgenabschätzung.
Darüber hinaus fungiert er als Vorsitzender des Fördervereins der Sportkreisjugend im Landkreis Ludwigsburg und ist Mitglied im Verein Urlaubskinder e.V. Fabian Gramling ist auch Mitglied der überparteilichen Europa-Union Deutschland, die sich für ein föderales Europa und den europäischen Einigungsprozess einsetzt.

## Positionen
Impfpflicht: Gramling sprach sich im November 2021 für eine Impfpflicht aus. Im April 2022 warb Fabian Gramling für ein Impfvorsorgegesetz, wie es die CDU/CSU-Bundestagsfraktion in den Bundestag eingebracht hatte.
Klimaschutz. In einer Pressemitteilung zeigt sich Gramling enttäuscht über das Sofortprogramm des Klimaschutzministers Robert Habeck, ohne jedoch konkret zu werden. Es bleibt unklar, was Gramling am Programm auszusetzen hat oder was er besser machen würde. Fabian Gramling lehnt die Protestmethoden der Letzten Generation ab. Er spricht sich stattdessen dafür aus, sich mit modernen Technologien für Klima- und Umweltschutz einzusetzen.
Klimawandel und Energie. Gramling wurde 2021 Mitglied im Bundestagsausschuss „Klimaschutz und Energie“, dem er für 4 Jahre angehören wird. Er spricht sich in diesem Zusammenhang für „Innovationen und technische Lösungen“ aus. In einem Artikel für das Mitgliedermagazin der Mittelstands- und Wirtschaftsunion fordert Fabian Gramling ein Wasserstoffhochlauf. Hierzu gehöre ein breit gefächertes Netz, der Aufbau einer Import- und Transportinfrastruktur und die Nutzung eigener Innovationspotentiale.
Wirtschaft und Umweltschutz. Gramling ist zudem Mitglied im Wirtschaftsausschuss des Deutschen Bundestags, sowie im Ausschuss für Umwelt, Naturschutz, nukleare Sicherheit und Verbraucherschutz. Er will in dieser Funktion aufzeigen „dass Ökonomie und Ökologie Hand-in-Hand gehen können.“ Fabian Gramling setzt sich für den Aufbau einer Wasserstoffwirtschaft ein. Im Wirtschaftsausschuss ist Fabian Gramling Berichterstatter für Games und Videospiele. In Hinblick auf Lootboxen spricht er sich für mehr elterliche Kontrolle und Einzahllimits aus.
Landwirtschaft. Fabian Gramling hat sich mit den Landwirten und ihren Protesten solidarisiert und fordert die Beibehaltung der Steuerbefreiung beim Agrardiesel, spürbare Entlastungen bei den Dokumentationspflichten und Investitionssicherheit für Tierhalter bei Stallbauten.

## Privates
Fabian Gramling ist verheiratet, römisch-katholisch und lebt in Steinheim an der Murr.
In seiner Jugend spielte er bis zu einer schweren Fußverletzung in seinem Heimatverein SpVgg Besigheim und später beim FV Löchgau Fußball. Er ist Anhänger des VfB Stuttgart.